# Zemljopis Mađarske
Zemljopis Mađarske obuhvaća prostor površine od 93,030 km2 u središnjoj Europi bez izlaza na more. Od sjevera prema jugu mjeri oko 250 km, a od istoka prema zapadu 524 km. Ima 2,106 km granica, dijeli ih s Austrijom na zapadu, Srbijom, Hrvatskom i Slovenijom na jugu i jugozapadu, Rumunjskom na jugoistoku, Ukrajinom na sjeveroistoku i Slovačkom na sjeveru.
Većina zemlje ima nadmorsku visinu manju od 200 m. Iako Mađarska ima nekoliko umjereno visokih planinskih područja, one koje dosežu visinu od 300 m ili više, pokrivaju manje od 2% zemlje. Najviša točka u zemlji je Kékes (1,014 m) u planinama Mátra sjeveroistočno od Budimpešte. Najniža točka je 77,6 m iznad razine mora, smještena na jugu Mađarske, u blizini Segedina.
Glavne rijeke u zemlji su: Dunav i Tisa. Dunav je plovan unutar Mađarske 418 kilometara, a Tisa plovna 444 km unutar zemlje. Ostale važne rijeke su: Drava uz hrvatsku granicu, Rába, Szamos, Sió i Ipoly uz slovačku granicu. Mađarska ima tri glavna jezera. Najveće jezero Balaton, dugačko je 78 km i široko 3 do 14 km, s površinom od 600 četvornih kilometara. Mađari ga često nazivaju mađarskim morem. To je najveće slatkovodno jezero Srednje Europe i važno područje za rekreaciju. Plitka voda nudi ljetno kupanje, a zimi smrznuta površina pruža izvrsne mogućnosti za zimske sportove. Manja jezera su: Velence (26 km2) u županiji Fejér i Fertő (hrv. Nežidersko jezero - oko 82 km2 unutar Mađarske) te umjetno jezero Tisa.
Mađarska ima tri glavne geografske regije (koje su podijeljene na sedam manjih): Velika mađarska nizina koja leži istočno od rijeke Dunav; Transdanubija, brdovita regija koja se nalazi zapadno od Dunava i proteže se do austrijskih podnožja Alpa; i planine Sjeverne Mađarske, koja je planinska i brdovita zemlja iza sjeverne granice Velike mađarske nizine.
Najbolji prirodni resurs zemlje je plodna zemlja, iako se kvaliteta tla uvelike razlikuje. Oko 70% ukupnog teritorija zemlje pogodno je za poljoprivredu; od toga 72% je obradivo tlo. U Mađarskoj nedostaju opsežni domaći izvori energije i sirovina potrebnih za industrijski razvoj.

## Galerija
- Hortobágy
- Kékes
- Nacionalni park Dunav-Drava
- Kis-Balaton